# C/1973 E1 (Когоутека)
C/1973 E1 (Когоутека) — яркая долгопериодическая комета.
Открыта 7 марта 1973 года чешским астрономом Лубошем Когоутеком, работавшим в то время в Гамбургской обсерватории. Комета достигла перигелия 28 декабря того же года.

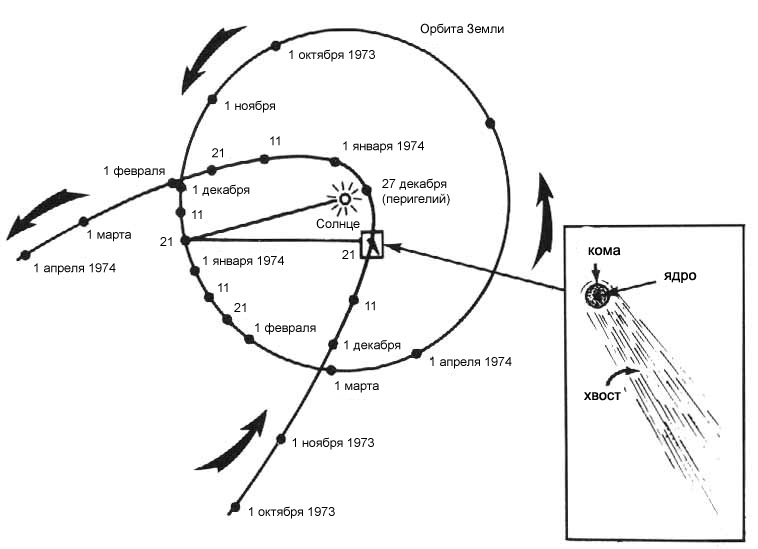
Орбиты кометы Когоутека и Земли

В средствах массовой информации её называли «кометой столетия», она должна была стать одним из ярчайших зрелищ XX века. В связи с ней распространялись слухи о близком конце света. Но, приблизившись к Земле в начале 1974 года, комета оказалась довольно тусклой и неинтересной, за что некоторые дали ей прозвище «Комета Уотергейт».
В номенклатуре того времени комета обозначалась 1973 XII или 1973f. Обозначение по современной классификации C/1973 E1.
Данную комету не следует путать с короткопериодической кометой 75D/Когоутека, которую тоже можно назвать «кометой Когоутека», как и долгопериодические кометы C/1969 O1 и C/1973 D1, которые также открыл Лубош Когоутек.

## Исследования
В 1974 году на расстоянии около 100 млн км от ядра через хвост кометы прошел аппарат НАСА «Пионер-6», передавший данные о его составе. Также в этом исследовании принимал участие «Пионер-8», но с гораздо большего расстояния.